# Capnia shasta
Capnia shasta is een steenvlieg uit de familie Capniidae. De wetenschappelijke naam van de soort is voor het eerst geldig gepubliceerd in 2009 door Nelson & Baumann.